# Maçarico (ferramenta)
O maçarico é uma ferramenta utilizada para aplicar chama ou calor capaz de aquecer, fundir e cortar diversos tipos de materiais, especialmente metais e plásticos.
São ferramentas de muitas aplicações: na indústria, são usados principalmente em processos de brasagem, soldagem e corte. Também são usados em iluminação, e para acender fogões, lareiras e charutos.
Há um tipo de maçarico também usado para fins culinários (maçarico culinário), muito comum no preparo de iguarias refinadas, como o crème brûlée.
Os maçaricos usam os seguintes combustíveis para aplicar chama:
- Gases, como propano, butano, acetileno ou GLP
- Combustíveis líquidos, como querosene ou óleo diesel.

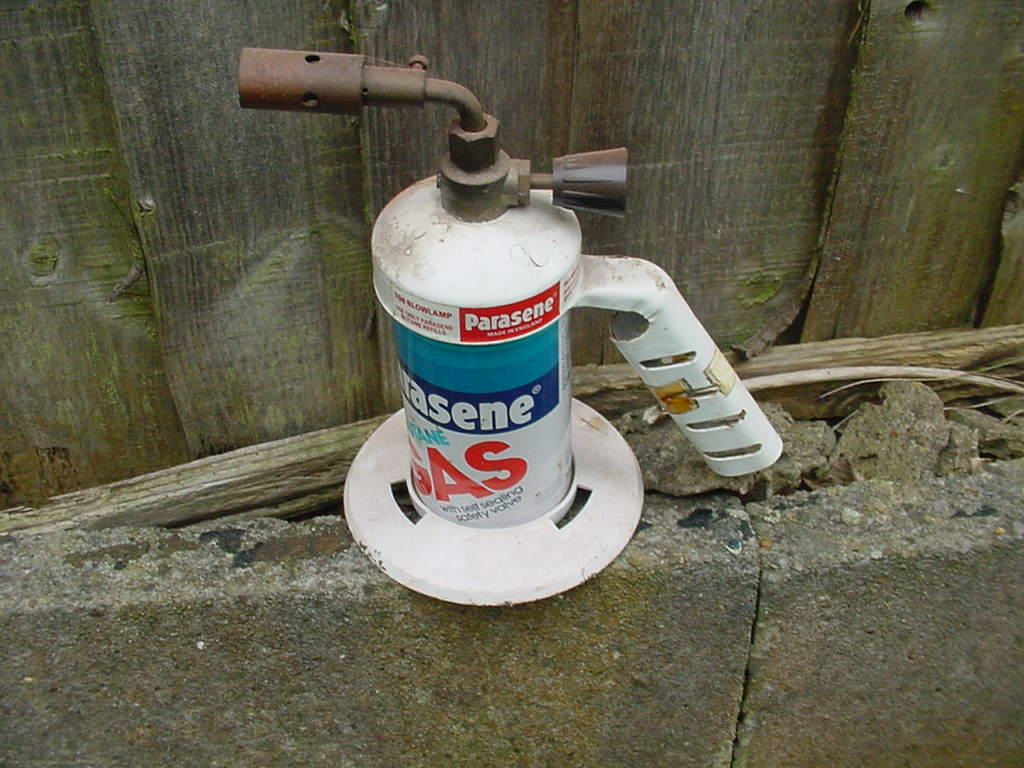
Maçarico a gás
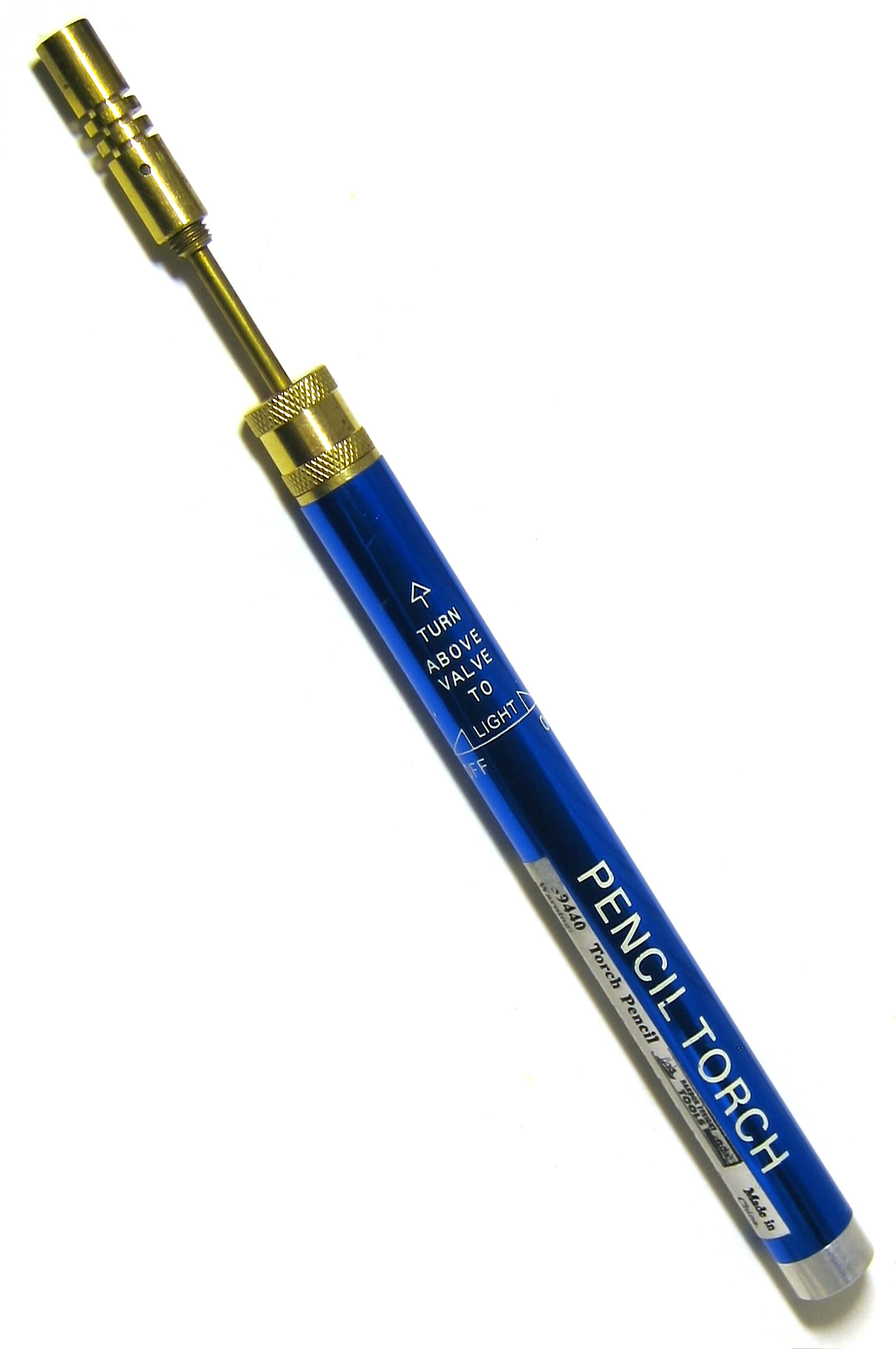
Modelo a butano
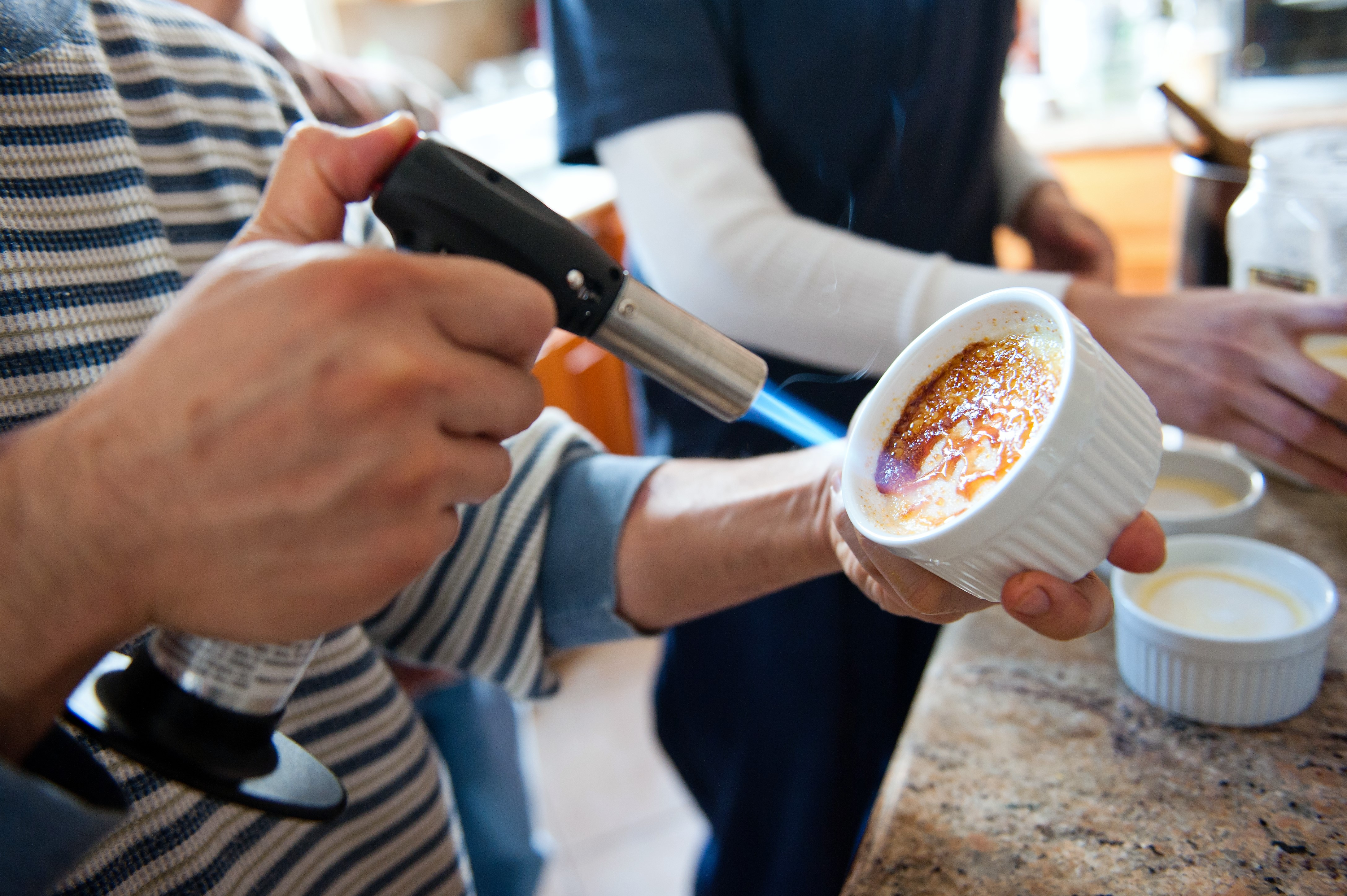
Maçarico culinário